# Perry Rose
Perry Rose (Brussel, 9 mei 1961) is een Belgisch-Ierse singer-songwriter. Hij is actief in België, Frankrijk, Zwitserland en Ierland sinds zijn debuutalbum Because of You in 1991.

## Biografie
Perry Rose komt uit een circusfamilie en combineert pop en folkmuziek. Sinds zijn debuut heeft hij tien albums opgenomen. In 2001 begeleidde Perry Rose de Belgische groep Urban Trad, daarna nam hij deel aan het Belgische theatergezelschap Les Déménageurs en andere kindergroepen.

## Discografie

### Albums
- 1983: Bus Stop
- 1991: Because of You
- 1992: All Seasons
- 1996: The Bright Ring of the Day
- 1996: Green Bus
- 1998: The Triumphant March
- 1999: Celtic Circus
- 2002: Hocus Pocus
- 2004: Happy Live (enregistré en public)
- 2012: Wonderful
- 2014: Splendid